# Wybory prezydenckie w Stanach Zjednoczonych w 1868 roku

Mapa wyborcza Stanów Zjednoczonych w 1868 roku. Liczba na mapie określa liczbę przedstawicieli stanu w Kolegium Elektorów

Wybory prezydenckie w Stanach Zjednoczonych w 1868 roku – dwudzieste pierwsze wybory prezydenckie w historii Stanów Zjednoczonych. Na urząd prezydenta wybrano Ulyssesa Granta, a wiceprezydentem został Schuyler Colfax.

## Kampania wyborcza
Po wojnie secesyjnej w Stanach Zjednoczonych nastąpiła rekonstrukcja kraju. Idea ta, była popierana zarówno przez republikanów, jak i demokratów, jednakże w dwojaki sposób. Oba obozy władz partyjnych złożyły propozycję kandydowania generałowi Grantowi, który zdecydował się wystartować na prezydenta z ramienia Partii Republikańskiej. Kandydatem na wiceprezydenta został Schuyler Colfax. Partia Demokratyczna nie udzieliła poparcia Andrew Johnsonowi (po nieudanej próbie impeachmentu), wystawiając Horatio Seymoura wraz z Francisem Blairem. Radykalni Republikanie także wsparli Ulyssesa Granta, którego uważali za symbol zwycięstwa, pomimo że nie był radykałem. Kampania republikanów opierała się na stanowczej rekonstrukcji Południa i wprowadzenie równouprawnienia i praw wyborczych czarnoskórych. Demokraci postulowali „plan z Ohio”, zakładający wykup dawnych obligacji konfederackich za papierowe pieniądze oraz wewnątrzstanową regulację praw wyborczych.

## Kandydaci

### Partia Demokratyczna

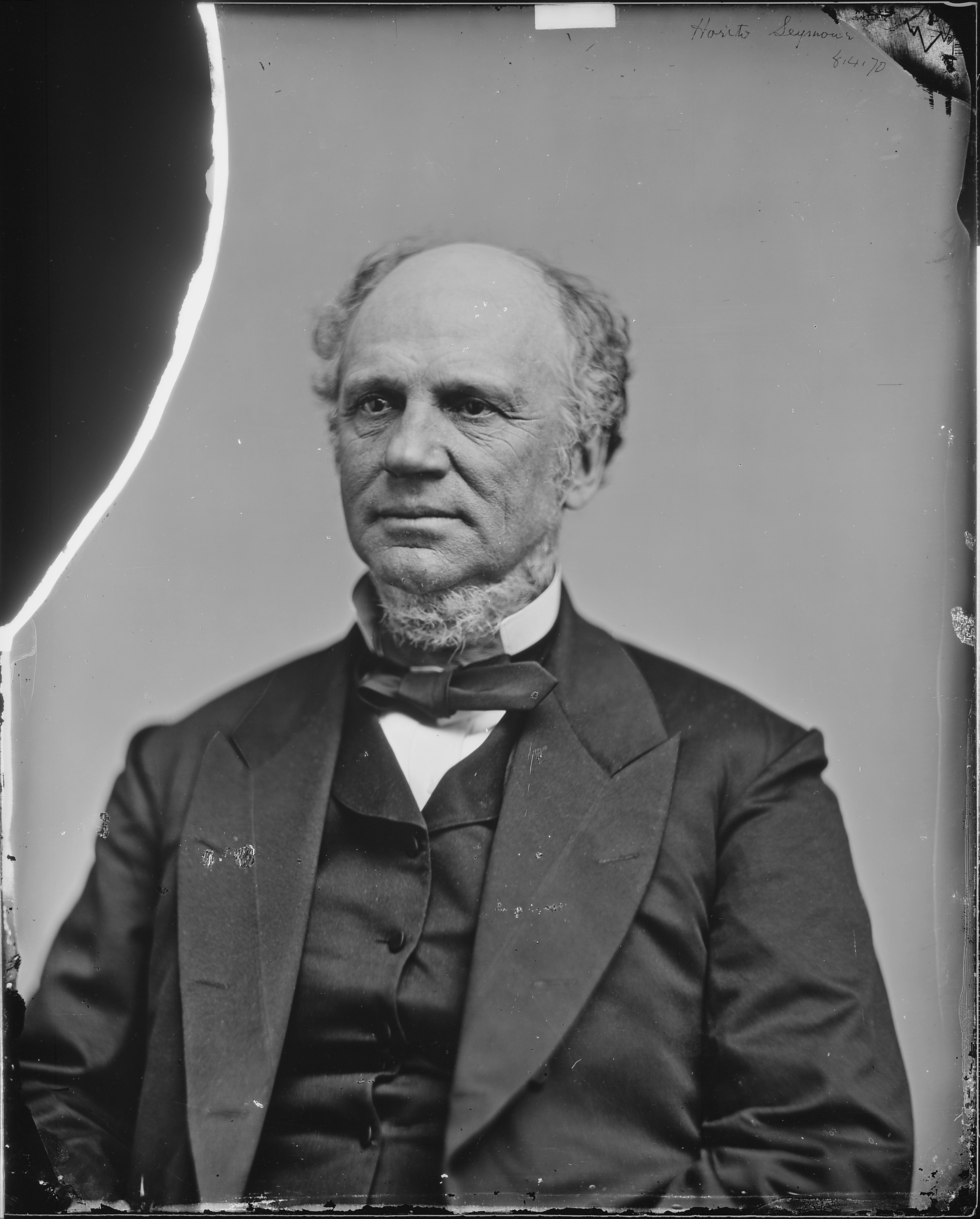
Horatio Seymour
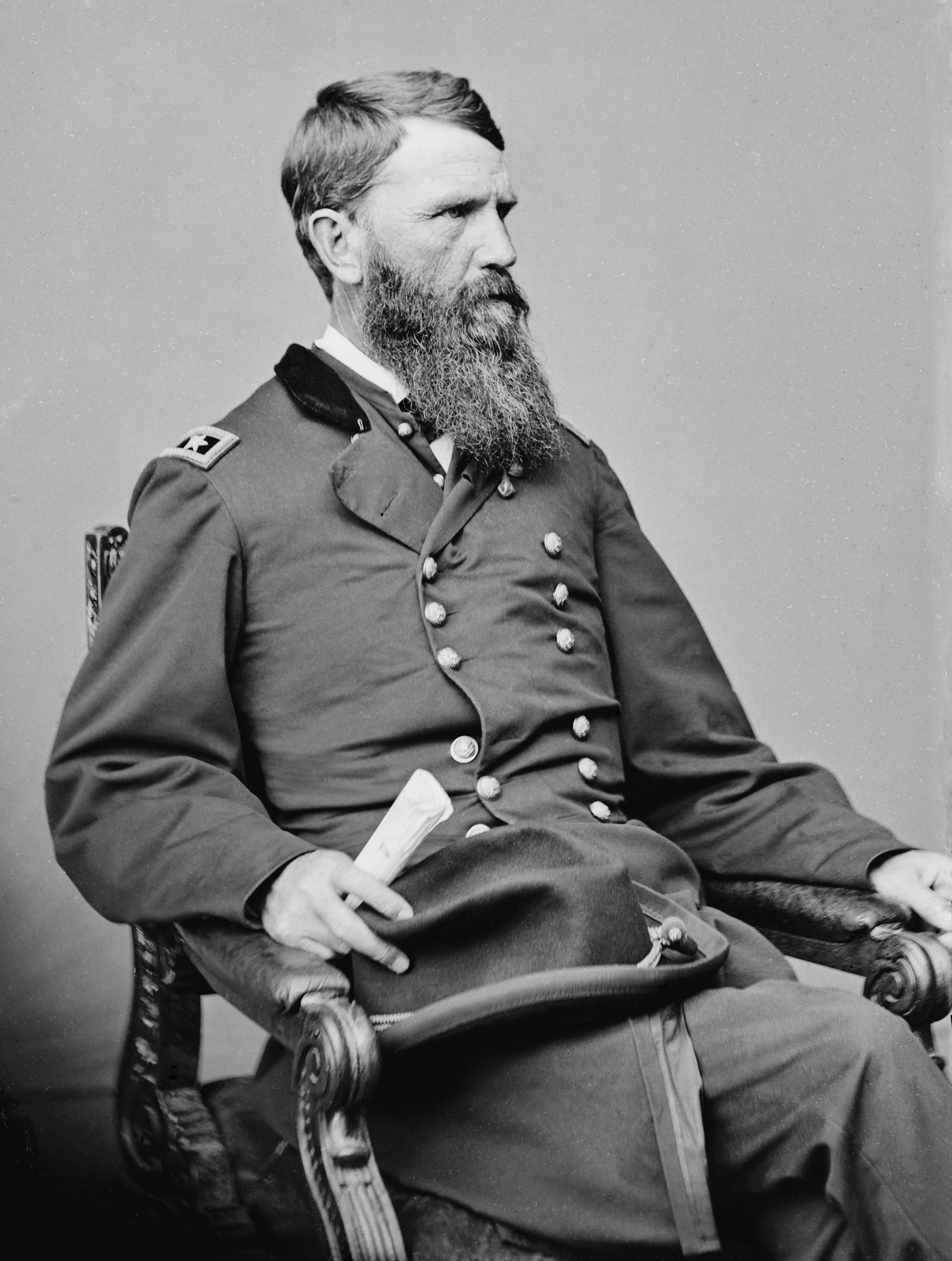
Francis Blair

### Partia Republikańska

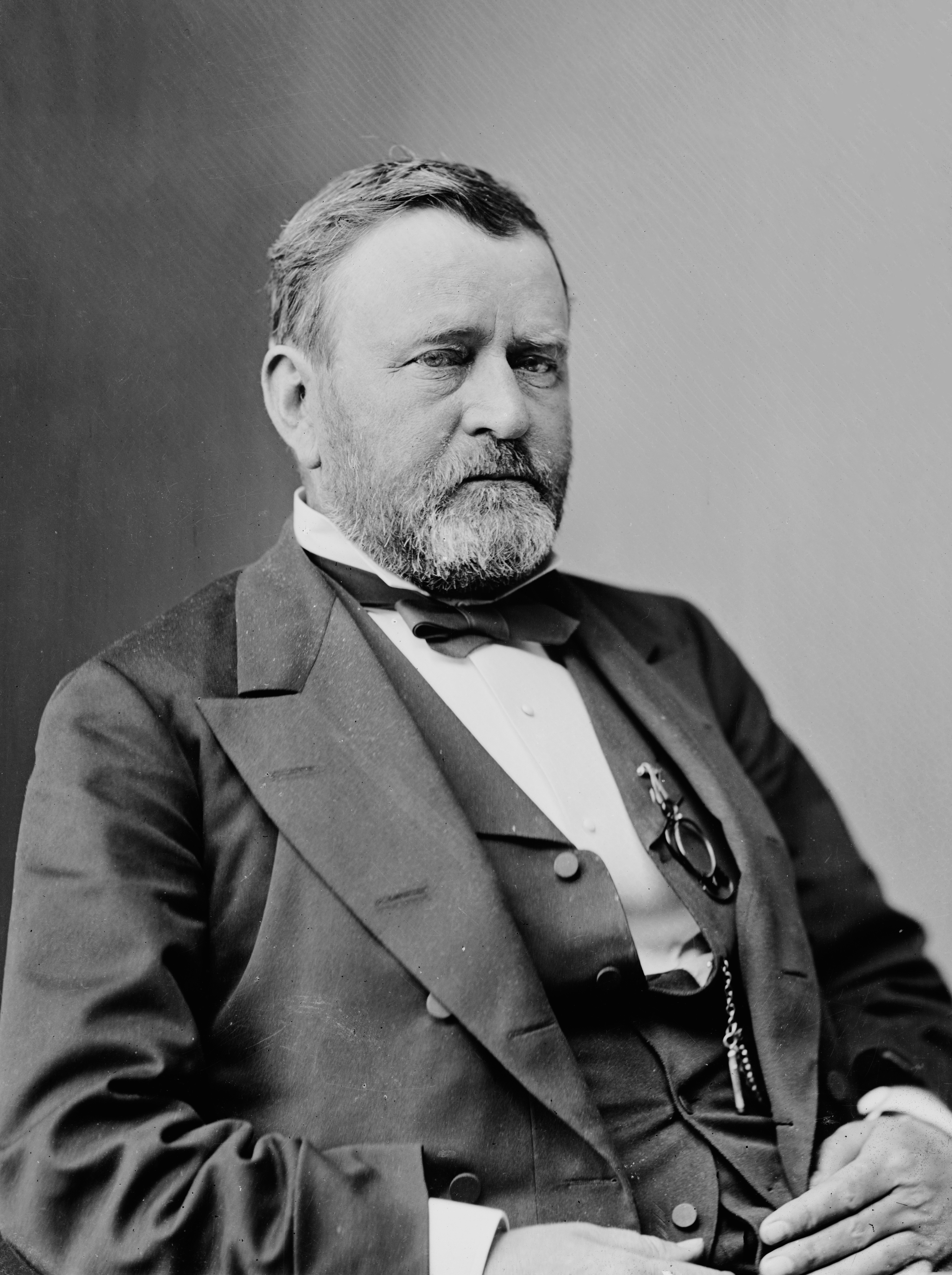
Ulysses Grant
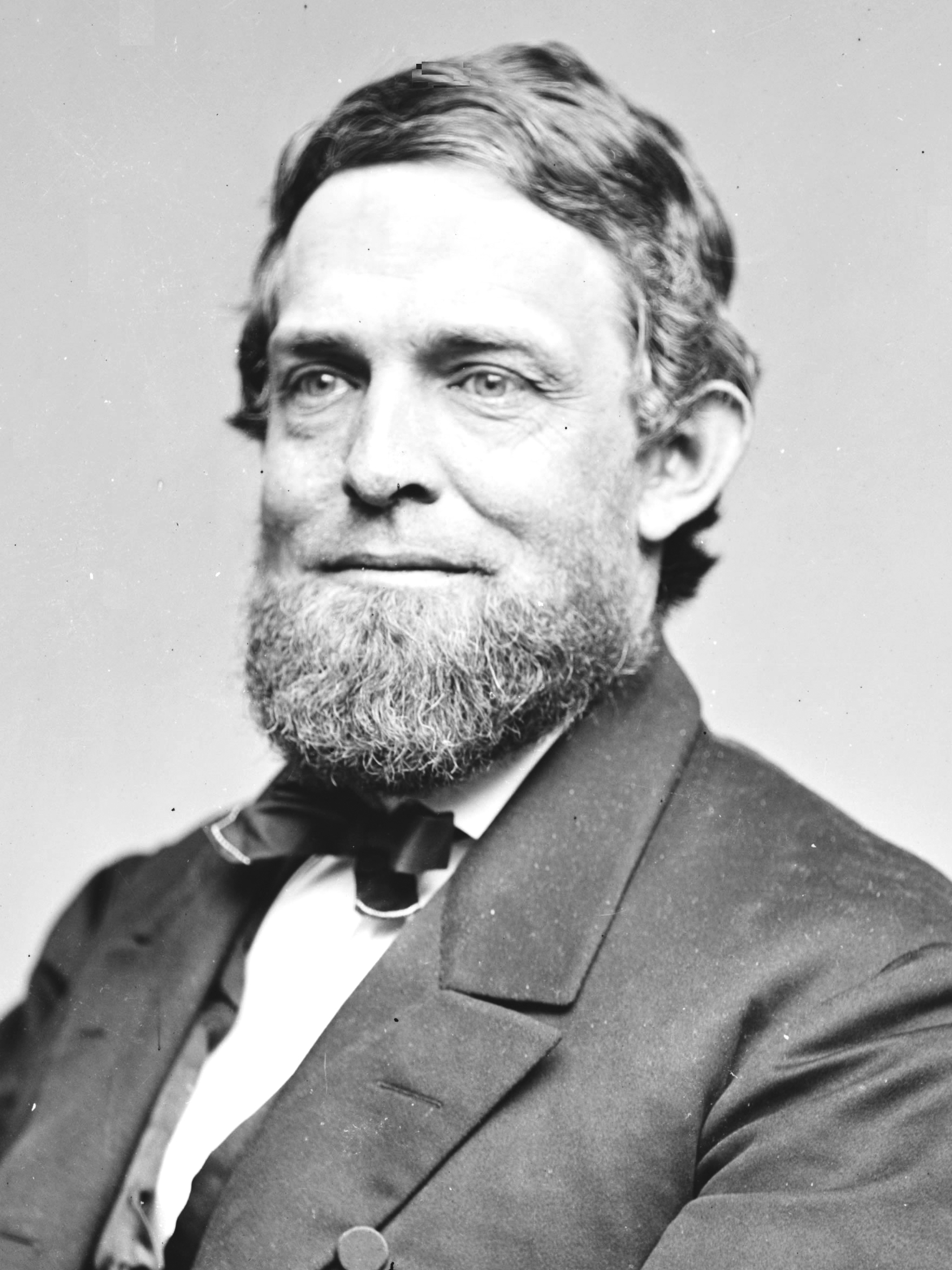
Schuyler Colfax

## Wyniki głosowania
Głosowanie powszechne odbyło się 3 listopada 1868. Grant uzyskał 52,7% poparcia, wobec 47,3% dla Seymoura. Frekwencja wyniosła 78,1%. W głosowaniu Kolegium Elektorów (zatwierdzonym 10 lutego 1869) Grant uzyskał 214 głosów, przy wymaganej większości 148 głosów. Na Seymoura zagłosowało 80 elektorów. W głosowaniu wiceprezydenckim zwyciężył Schuyler Colfax, uzyskując 214 głosów wobec 80 dla Francisa Blaira.
Ulysses Grant został zaprzysiężony 4 marca 1869 roku.
| Kandydat na prezydenta | Partia               | Głosowanie powszechne | Głosowanie powszechne | Kolegium Elektorów |
| Kandydat na prezydenta | Partia               | Głosy                 | Procent               | Kolegium Elektorów |
| ---------------------- | -------------------- | --------------------- | --------------------- | ------------------ |
| Ulysses Grant          | Partia Republikańska | 3 013 650             | 52,7%                 | 214                |
| Horatio Seymour        | Partia Demokratyczna | 2 708 744             | 47,3%                 | 80                 |
| Łącznie                | Łącznie              | Łącznie               | Łącznie               | 294                |

| Kandydat na wiceprezydenta | Partia               | Kolegium Elektorów |
| -------------------------- | -------------------- | ------------------ |
| Schuyler Colfax            | Partia Republikańska | 214                |
| Francis P. Blair           | Partia Demokratyczna | 80                 |
| Łącznie                    | Łącznie              | 294                |